# Barbara Schaufelberger
Barbara Schaufelberger (* um den 12. August 1645 in Zürich; † 28. Februar 1718 ebenda) war eine Schweizer Unternehmerin, Druckerin, Gründerin der Freitags-Zeitung und Bürgerin von Zürich.

## Leben und Wirken

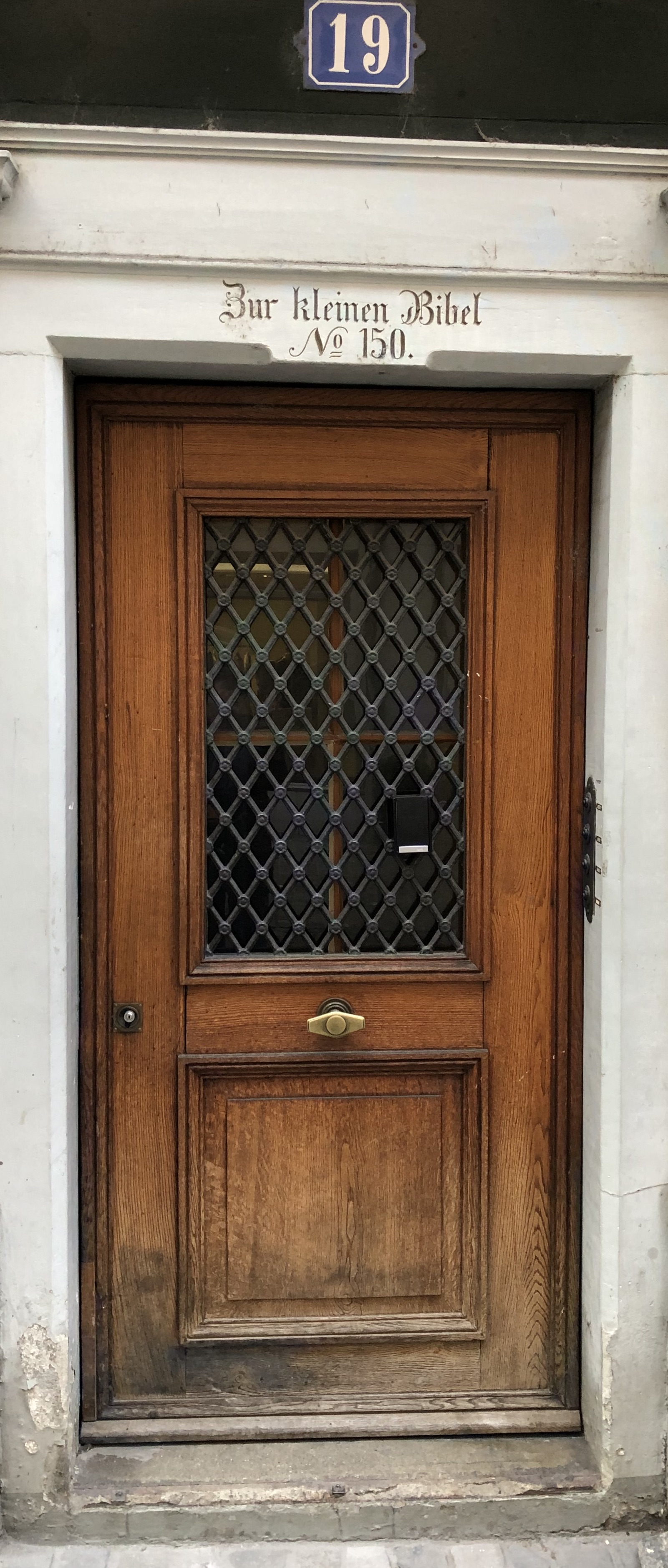
Haus «Zur kleinen Bibel», Storchengasse 19, Zürich

Barbara Schaufelberger wurde 1645 als Tochter von Johann Kaspar Hardmeyer und Katharina Bieger von Stein am Rhein geboren. 1609 gründete ihr Vater eine Druckerei an der Storchengasse 19 in Zürich; das Haus trägt heute noch den Namen «Zur kleinen Bibel». Er verlegte Broschüren aller Art und religiöse Traktate sowie weitere Werke, z. B. die Pharmacopoea Spagyrica, ein medizinisch-pharmazeutisches Rezeptbuch.
Johannes Hardmeyer starb Anfang der 1640er Jahre. Seine Witwe heiratete Michael Schaufelberger, der die Druckerei (Officin) weiterführte. Er starb um 1667, und für kurze Zeit übernahm die Witwe die Geschäftsleitung der Firma, die nun «Michael Schaufelbergers sel. Wittib» hiess. Katharina Schaufelberger starb 1669.
Jetzt ging die Officin an die Tochter Barbara Schaufelberger über und firmierte fortan unter dem Namen «Michael Schaufelbergers sel. Hinterlassenen Erbin» oder auch «Typis Schaufelbergerianis».
Barbara Schaufelbergers Hauptwerk war die sogenannte «Oktavbibel», die der Zürcher Rat 1682 privilegierte. In einer Zeit, in der die Bibeln vor allem im grossen Folio-Format gedruckt wurden, war die «kleine Bibel» im Oktav-Format wesentlich handlicher und für den Haushalt der «kleinen Leute» geeignet.

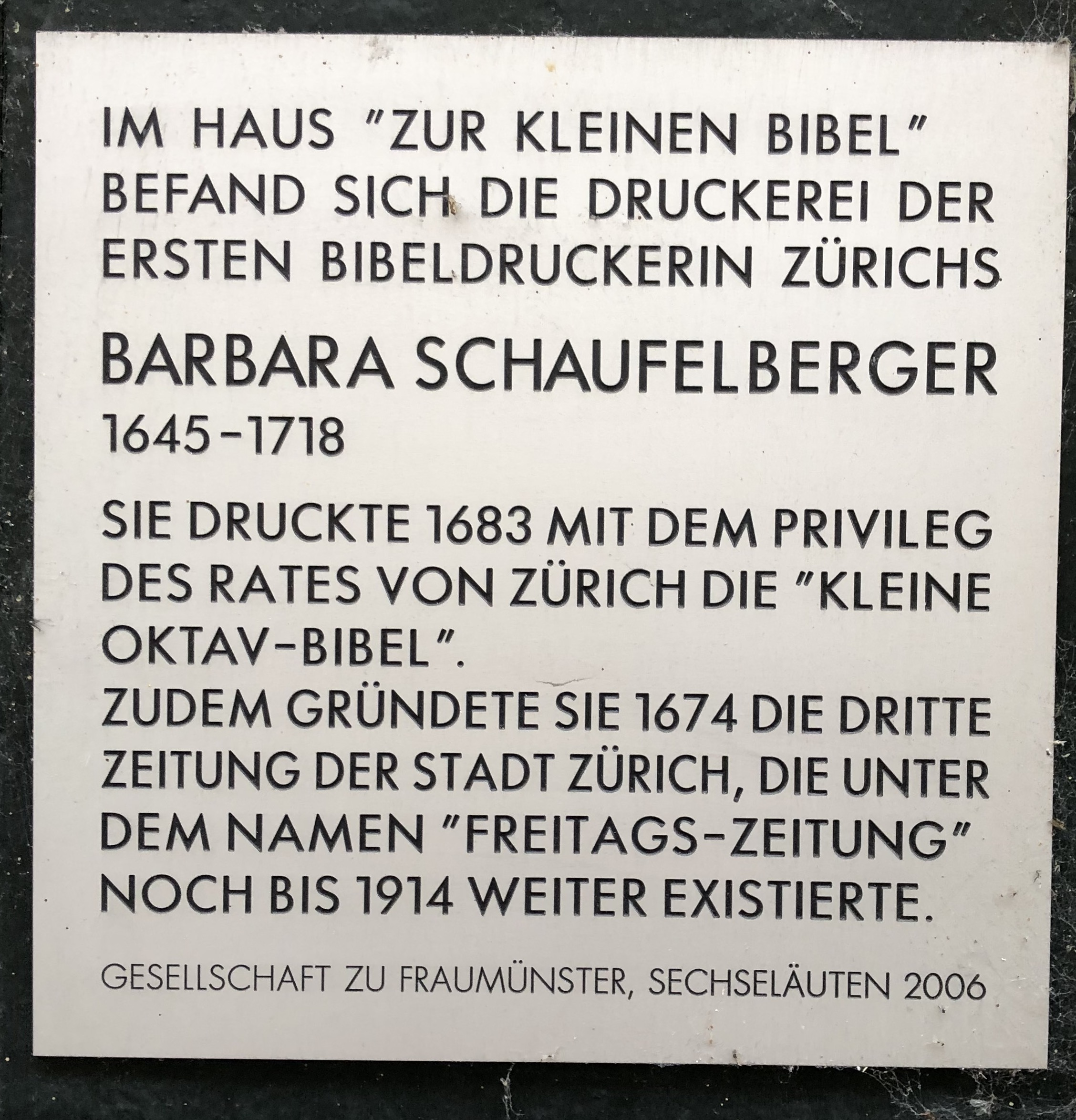
Gedenktafel der Gesellschaft zu Fraumünster, 2006
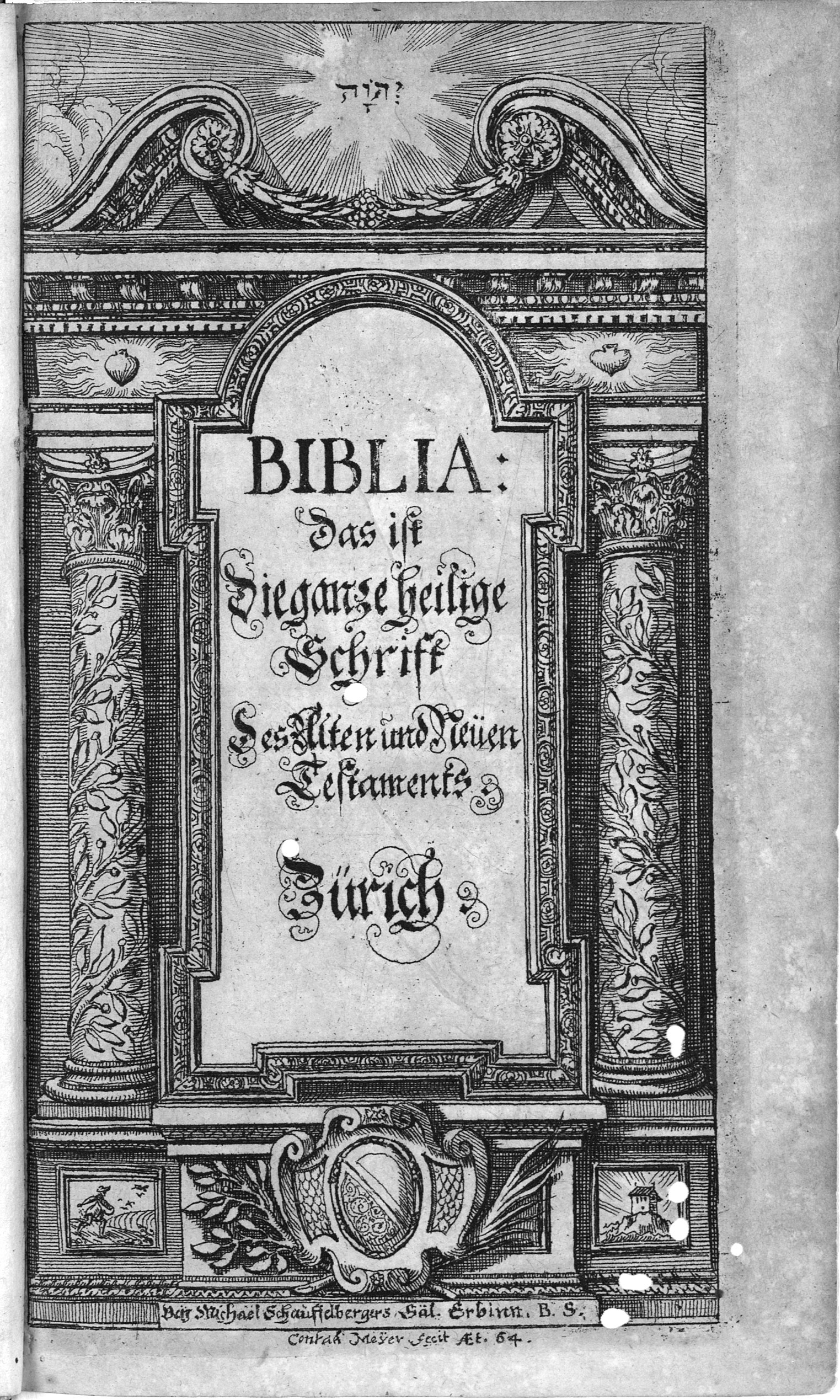
Oktavbibel von 1683

## Werke
- Oktav-Bibel von 1683 (vorhanden in der Zentralbibliothek Zürich, Abt. «Alte Drucke»)
- Predigten und Erbauungsschriften von Pfarrer Felix Wyss, Pfarrer zum Fraumünster
- Psalmenbücher, z. B. 1701 Die Harpfe Davids, auss der hebreischen Grund- in der Hochdeutschen Muttersprache durch Johann Kaspar Hardmeyer also angestimmet und mit andächtigen Fest- und Hausgesängen begleitet.
- Böhmisches Märtyr-Büchlein (1684, J. A. Comenius)

### Freitags-Zeitung
Barbara Schaufelberger gründete die dritte Zeitung der Stadt Zürich, die Ordinari Wochen-Zeitung (ab 1674). Diese «Freitags-Zeitung» wechselte in den ersten 200 Jahren ihren Namen mehrfach, erschien aber immer am Freitag. Johann Heinrich Bürkli leitete das Unternehmen von 1730 bis 1756, Sein Sohn David Bürkli führte es bis zu seinem Tod 1791 weiter. Die «Bürkli-» oder «Freitagszeitung» vertrat das Gedankengut der konservativen Kreise und bestand bis 1914.

## Ehrung
Die Gesellschaft zu Fraumünster brachte im Rahmen der Frauenehrung am Sechseläuten 2006 am Haus «Zur kleinen Bibel» an der Storchengasse 19 in Zürich eine Ehrentafel an.